# Reconsideration Request
Ein Reconsideration Request (reconsideration: Nachprüfung und request: Anfrage) wird infolge einer Abstrafung einer Webseite oder Domain durch die Suchmaschine Google gestellt. Durch die Anfrage kann das ursprüngliche Ranking in den Suchergebnissen unter bestimmten Voraussetzungen wiederhergestellt werden.
Verstößt ein Webmaster gegen die Google-Webmaster-Richtlinien, kann die entsprechende Webseite oder Domain mit einer sogenannten „manuellen Maßnahme“ (Strafe) belegt werden. Die Folge davon ist, dass diese in den Reihenfolge der Suchergebnisse weiter hinten erscheint oder komplett entfernt wird. Der Webmaster wird – sofern er die Google Search Console verwendet – in der Regel darüber informiert. Um die Abstrafung wieder aufzuheben, ist ein Reconsideration Request notwendig. Der Webmaster hat vor Einreichung des Antrags dafür zu sorgen, dass alle Verstöße gegen die Richtlinien beseitigt werden. Ist der Reconsideration Request erfolgreich, wird die Strafe aufgehoben, ansonsten bleibt sie bestehen.
Eine Strafe (Penalty) gegen eine Webseite kann sowohl aktiv (manuell) durch einen Mitarbeiter von Google erfolgen, als auch eine (automatische) Folge von Änderungen im Algorithmus der Suchmaschine sein. Diese wird in regelmäßigen Abständen durchgeführt, um Suchmaschinenspamming aufzudecken. Ein Reconsideration Request bezieht sich immer auf manuelle Maßnahmen – nach einer automatischen Strafe ist dieser in jedem Fall erfolglos.